# Saša Ranić
Saša Ranić, slovenski nogometaš in trener, * 7. november 1981, Šempeter pri Gorici.
Ranić je nekdanji profesionalni nogometaš, ki je igral na položaju vezista. V svoji karieri je igral za slovenske klube Primorje, Bilje, Gorica, Olimpija, Krka in Adria, švicarsko Chiasso, grške Verio, Kerkyro in Panserraikos ter italijanske Kras Repen, Nuorese in Manzanese. Skupno je v prvi slovenski ligi odigral 177 tekem in dosegel 30 golov. Leta 2006 je odigral dve tekmi za slovensko reprezentanco B. 